# Le avventure di Penelope Pitstop
Le avventure di Penelope Pitstop (The Perils of Penelope Pitstop) nota anche come Le peripezie di Penelope Pitstop è una serie animata statunitense prodotta da Hanna-Barbera nel 1969, spin-off della serie Wacky Races e incentrata sul personaggio di Penelope Pitstop.

## Produzione
Durante la serie Wacky Races, alcuni personaggi ebbero un grande successo e di conseguenza nacquero degli spin-off e, oltre a Dastardly e Muttley e le macchine volanti, venne prodotta anche una serie incentrata sul personaggio immaginario di Penelope Pitstop e sulla banda di gangster nani capitanata da Clyde, anch'essa presente nella fortunata serie ma in quest'occasione meglio caratterizzata.

## Trama
La banda del Formicaio formata dal capo Clyde, e dal poco attento Dum Dum, il versatile Pockets, il triste Snoozy, il catalettico Softy, l'allegrone Yak Yak e il velocissimo Zippy, a bordo della loro incredibile macchina d'epoca antiproiettile già usata in Wacky Races e qui nominata Chugga-Boom, tentano di proteggere la bella protagonista dai tranelli architettati dal perfido Artiglio Incappucciato (Sylvester Sneekly) che in realtà è il tutore di Penelope e che la vorrebbe eliminare per impossessarsi della sua ricca eredità.

## Episodi
1. Jungle Jeopardy (Sopra le fauci dei coccodrilli/Giungla insidiosa)
2. The Terrible Trolley Trap (Il pericolo corre sul tram/La trappola del tram)
3. The Boardwalk Booby Trap (Penelope sottovuoto)
4. Wild West Peril (Viaggio in pallone)
5. Carnival Calamity (Pericoli al luna park)
6. The Treacherous Movie Lot Plot (Casting con gorilla)
7. Arabian Desert Danger (Il terribile Deserto Arabico)
8. The Diabolical Department Store Danger (Il grande magazzino del pericolo)
9. Hair Raising Harness Race (Episodio di sabotaggio)
10. North Pole Peril (La conquista del Polo Nord)
11. Tall Timber Treachery (Il festival degli alberi)
12. Cross Country Double Cross (Cerimonia sempre rinviata)
13. Big Bagdad Danger (Apriti sesamo)
14. Bad Fortune in a Chinese Fortune Cookie (Un portafortuna sfortunato)
15. Big Top Trap (Al circo)
16. Game of Peril (Caccia ai disastri)
17. London Town Treachery (Visita al conte del biscotto)

## Distribuzione
Nel doppiaggio originale, in tutti gli episodi è presente il narratore. Nel doppiaggio italiano è assente, presente solo nella sigla iniziale.
| Personaggio                                | Doppiatori originali | Doppiatori italiani |
| ------------------------------------------ | -------------------- | ------------------- |
| Penelope Pitstop                           | Janet Waldo          | Piera Vidale        |
| Artiglio Incappucciato (Sylvester Sneekly) | Paul Lynde           | Marcello Prando     |
| Fratelli Bully                             | Mel Blanc            | Marcello Prando     |
| Yak Yak                                    | Mel Blanc            | Gastone Pescucci    |
| Dum Dum                                    | Don Messick          | Nino Scardina       |